# Lotus E20
Pour les articles homonymes, voir E20.
Chronologie des modèles (2012)
Lotus E21
La Lotus E20 est la monoplace de Formule 1 engagée par l’équipe Lotus F1 Team dans le cadre du championnat du monde de Formule 1 2012. Son nom commémore la 20e monoplace produite dans l'usine d'Enstone où se trouve l'écurie. Elle débute en championnat le 18 mars 2012 au Grand Prix d’Australie, pilotée par le Finlandais Kimi Räikkönen, qui fait son retour en Formule 1 après son départ en 2009, et le Français Romain Grosjean qui fait lui aussi son retour dans la discipline reine après avoir l'avoir lui aussi quittée en 2009 au terme d'une saison difficile.

## Design et technique
La Lotus E20 a profité de la nouvelle soufflerie à échelle 60 % implantée à Enstone pour sa conception. Pour respecter le règlement technique 2012, qui fixe une hauteur maximale du museau à 550 mm du plan de référence, la E20 arbore un nez de gavial comme la plupart des monoplaces de la saison 2012.
Après les premiers essais d'avant-saison à Jerez du 7 au 10 février, l'équipe se présente à la seconde session de tests à Barcelone du 21 au 24 février avec une évolution du châssis précédemment utilisé. Romain Grosjean, après seulement sept tours de piste, informe l'équipe d'un problème de comportement de la monoplace à cause d'un défaut supposé au niveau des attaches de suspension arrière qui oblige l'équipe à quitter le circuit catalan,.
Après avoir corrigé le défaut, Lotus prend part aux derniers essais d'avant-saison à Barcelone où Romain Grosjean réalise le meilleur temps de la première journée d’essais.

## Résultats en championnat du monde de Formule 1
| Saison | Écurie        | Moteur               | Pneus   | Pilotes           | Courses | Courses | Courses | Courses | Courses | Courses | Courses | Courses | Courses | Courses | Courses | Courses | Courses | Courses | Courses | Courses | Courses | Courses | Courses | Courses | Points inscrits | Classement |
| Saison | Écurie        | Moteur               | Pneus   | Pilotes           | 1       | 2       | 3       | 4       | 5       | 6       | 7       | 8       | 9       | 10      | 11      | 12      | 13      | 14      | 15      | 16      | 17      | 18      | 19      | 20      | Points inscrits | Classement |
| ------ | ------------- | -------------------- | ------- | ----------------- | ------- | ------- | ------- | ------- | ------- | ------- | ------- | ------- | ------- | ------- | ------- | ------- | ------- | ------- | ------- | ------- | ------- | ------- | ------- | ------- | --------------- | ---------- |
| 2012   | Lotus F1 Team | Renault V8 RS27-2012 | Pirelli |                   | AUS     | MAL     | CHI     | BAH     | ESP     | MON     | CAN     | EUR     | GBR     | ALL     | HON     | BEL     | ITA     | SIN     | JAP     | COR     | IND     | ABU     | USA     | BRÉ     | 303             | 4e         |
| 2012   | Lotus F1 Team | Renault V8 RS27-2012 | Pirelli | Kimi Räikkönen    | 7e      | 5e      | 14e     | 2e      | 3e      | 9e      | 8e      | 2e      | 5e      | 3e      | 2e      | 3e      | 5e      | 6e      | 6e      | 5e      | 7e      | 1er     | 6e      | 10e     | 303             | 4e         |
| 2012   | Lotus F1 Team | Renault V8 RS27-2012 | Pirelli | Romain Grosjean   | Abd     | Abd     | 6e      | 3e      | 4e      | Abd     | 2e      | Abd     | 6e      | 18e     | 3e      | Abd     |         | 7e      | 19e*    | 7e      | 9e      | Abd     | 7e      | Abd     | 303             | 4e         |
| 2012   | Lotus F1 Team | Renault V8 RS27-2012 | Pirelli | Jérôme d'Ambrosio |         |         |         |         |         |         |         |         |         |         |         |         | 13e     |         |         |         |         |         |         |         | 303             | 4e         |

Légende : ici
- * : le pilote n'a pas terminé la course mais est classé pour avoir parcouru plus de 90 % de la distance de course.